# Глушков, Иван Ионович
Иван Ионович Глушков (ок. 1849—1891?, Париж) — русский революционер, народник. Мещанин Верейского уезда Московской губернии.

## Биография
Воспитывался во 2-й Харьковской гимназии. Поступил в Петербургский земледельческий институт, откуда перевелся в Харьковский университет.
В начале 1870-х жил в Одессе с братьями Жебунёвыми (его сестра Зина была замужем за Николаем Жебунёвым).
Принимал участие в работе народнических кружков Одессы. Не раз был арестован. Находился под надзором полиции. Привлекался к суду («Процесс ста девяноста трёх» 1877—78 годов). 23 января 1878 года был оправдан. В 1878—1879 с Теллаловым организовал народнический кружок в Харькове и руководил им. Участвовал в организации убийства харьковского губернатора князя Д. Кропоткина.
В сентябре 1879 года из-за угрозы ареста тайно эмигрировал за границу. В 1880 году жил в Румынии под фамилией Скракли (Скра́клі́ — украинская народная игра, вроде городков). Потом жил во Франции, в Париже.
В 1891 году умер в Париже.

## Семья
Сын — Дмитрий, родился 3 сентября 1884 в Париже. Поэт, переводчик.
Сестра — Зинаида, член «Народной Воли», супруга Николая Александровича Жебунёва.